# Acalolepta blairi
Acalolepta blairi es una especie de escarabajo longicornio del género Acalolepta, tribu Monochamini, subfamilia Lamiinae. Fue descrita científicamente por Breuning en 1935.
Se distribuye por Islas Salomón. Mide aproximadamente 21-35 milímetros de longitud. El período de vuelo de esta especie ocurre en los meses de mayo y diciembre.